# Ammotrechula schusterae
Ammotrechula schusterae är en spindeldjursart som beskrevs av Roewer 1954. Ammotrechula schusterae ingår i släktet Ammotrechula och familjen Ammotrechidae. Inga underarter finns listade i Catalogue of Life.